# رینیه سوم
رینیه سوم، شاهزاده موناکو (انگلیسی: Rainier III, Prince of Monaco) با نام کامل رینیه لوئی آنری مکسنس برتران (انگلیسی: Rainier Louis Henri Maxence Bertrand)حاکم پیشین کشور موناکو و همسر گریس کلی بود.
رینیه سوم در آوریل ۱۹۵۶ با گریس کلی ازدواج نمود و از وی صاحب دو دختر و یک پسر شد. او به مدت ۵۶ سال حاکم موناکو، شاهزاده‌نشین کوچکی در میان ایتالیا و فرانسه بود. رینیه سوم در آوریل ۲۰۰۵ در سن ۸۱ سالگی درگذشت و پسرش آلبرت دوم جانشین وی شد.
گریس کلی قبل ازدواج با‌ رینیه، با محمدرضا پهلوی، آخرین شاه ایران رابطه داشت.